# Pemfigoïd

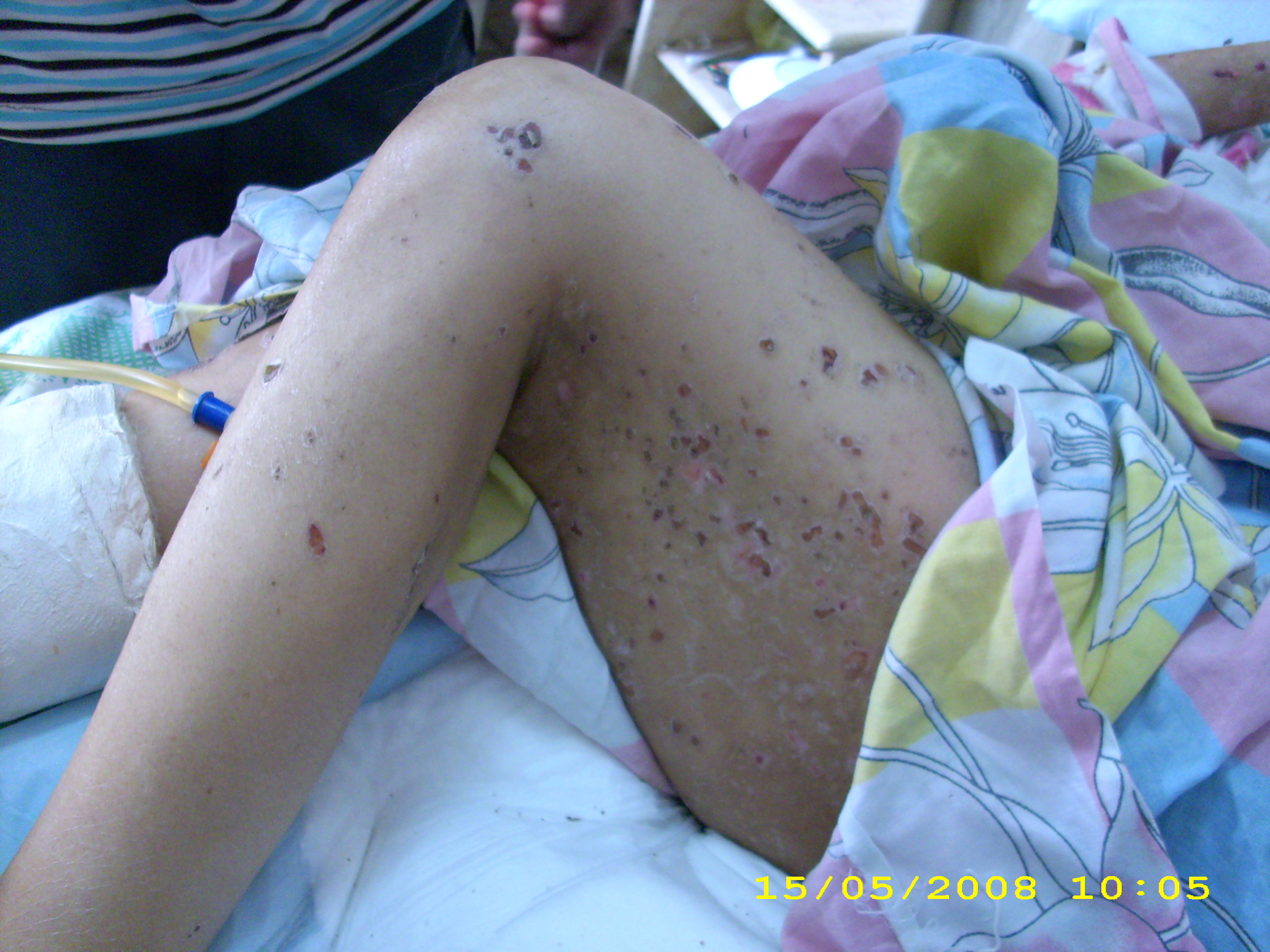
Pemfigoïd op het linkerbeen van een 72-jarige bedlegerige vrouw.

Pemfigoïd (medisch: -oid = achtig, dus op pemfigus-lijkend). Een verouderde term is parapemfigus. Pemfigoïd is eigenlijk een groep van auto-immuunziekten gekenmerkt door blaarvorming in de huid of slijmvliezen. De blaarvorming zorgt voor loslating van de epidermis (opperhuid) van de dermis, en vindt dus subepidermaal (onder de opperhuid) plaats.
De belangrijkste voorbeelden zijn:
- bulleus pemfigoïd (BP)
- slijmvlies en/of oculair pemfigoïd, ook wel cicatricieel pemfigoïd genoemd (MMP, naar de Engelse benaming mucous membrane pemphigoid). Dit gaat nauwelijks met huidafwijkingen gepaard.
- epidermolysis bullosa acquisita (EBA)
- dermatitis herpetiformis (DH). Dit geeft blaasjes op voornamelijk de strekzijde van armen, onderrug en knieën
- lineaire IgA-dermatose (LAD)

## Oorzaak
Deze aandoeningen worden veroorzaakt door auto-antilichamen gericht tegen eiwitten in de basalemembraanzone. De basale cellen van de epidermis worden aan de dermis verankerd door onder andere hemidesmosomen (vergelijk desmosoom). Bij de verschillende aandoeningen zijn de antistoffen gericht tegen verschillende eiwitten in het hemidesmosoom:
- Bij BP zijn dat Collageen XVII en/of BP230.
- Bij EBA is dat collageen VII.
- Bij DH zijn de antistoffen gericht tegen transglutaminase.
- Bij LAD wordt er IgA gevonden gericht tegen een 120 kDa-groot gedeelte van collageen XVII, dat door de basale cellen van de epidermis wordt uitgescheiden. Er bestaat ook een variant van LAD, met IgA gericht tegen collageen VII: IgA-EBA.
- Er bestaan zeldzame varianten, waarbij antistoffen gevonden worden gericht tegen andere eiwitten van het hemidesmosoom. Voorbeelden: laminine 5 (anti-epiligrine cicatricieel pemfigoïd) en plectine.

Pemfigoïd kan ook door medicatie worden uitgelokt, onder andere captopril (ACE-remmer), thiazide, penicillamine en kalium-jodide.

## Vóórkomen
Bulleus pemfigoïd komt vooral voor bij mensen ouder dan 70 jaar, of (zelden) tijdens de zwangerschap (herpes gestationis). Dermatitis herpetiformis is sterk gerelateerd aan coeliakie (glutengevoelige darmafwijkingen).

## Behandeling
- Bulleus pemfigoïd reageert soms op een behandeling met nicotinamide en doxycycline. Meestal zullen corticosteroïden nodig zijn. Een goede optie is een zalfbehandeling met klasse 4 steroïd (bv clobetasolpropionaat). Oraal prednisolon, meestal in combinatie met azathioprine heeft goed effect, maar draagt een risico op bijwerkingen (osteoporose, opportunistische infecties, steroïdgeïnduceerde diabetes mellitus).
- Bij oculair pemfigoïd is het belangrijk om het ziekteproces zo veel mogelijk te staken, vanwege de littekenvorming rond het oog en de kans op blindheid. Mede daarom wordt hierbij als standaard cyclofosfamide voorgeschreven.
- DH reageert goed op dapson. Ook met een jodiumbeperkt en/of strikt glutenvrij dieet kunnen de klachten verbeteren (het effect van glutenvrij wordt pas na maanden merkbaar).
- LAD reageert doorgaans goed op dapson.